# Danny Nightingale
Robert Daniel Nightingale, detto Danny (Redruth, 21 maggio 1954), è un ex pentatleta britannico.

## Palmarès
In carriera ha conseguito i seguenti risultati:
- Giochi olimpici:

Montréal 1976: oro nel pentathlon moderno a squadre.